# Sunrise Beach Village
Pour les articles homonymes, voir Sunrise Beach (homonymie).
Sunrise Beach Village est une ville située au sud-est du comté de Llano, au Texas, aux États-Unis,.

## Démographie
Lors du recensement de 2010, la ville comptait une population de 713 habitants. Elle est estimée, en 2016, à 759 habitants.

### Source de la traduction
- (en) Cet article est partiellement ou en totalité issu de l’article de Wikipédia en anglais intitulé « Sunrise Beach Village, Texas » (voir la liste des auteurs).